# Alan Permane
Alan Permane (Walton-on-Thames, 4 de fevereiro de 1967) é um engenheiro automotivo britânico que atualmente ocupa o cargo de chefe da equipe de Fórmula 1 da Racing Bulls.

## Carreira

### Fórmula 1
Permane começou sua carreira no automobilismo em 1989, depois de se formar em engenharia eletrônica, ingressando na equipe Benetton Formula como engenheiro eletrônico de teste dos carros de Johnny Herbert e Alessandro Nannini. Ele foi promovido a engenheiro de corrida júnior em 1996 e, posteriormente, tornou-se engenheiro de corrida em 1997, trabalhando com Jean Alesi, ele permaneceu nessa função até 2006, quando a equipe de Enstone já havia sido transformado na Renault F1 Team em 2002. Neste período, Permane foi engenheiro de corrida de pilotos como Jarno Trulli e Giancarlo Fisichella. Em 2007, Permane se tornou o chefe de engenharia de corrida da equipe Renault e, em 2011, ele foi promovo a diretor de operações. Em 2012, Permane se tornou o diretor esportivo da equipe que se chamava na época Lotus F1 Team, uma posição que ele manteve após a equipe fazer a transição de volta para Renault F1 Team em 2016, e para Alpine F1 Team em 2021.
Porém, em 28 de julho de 2023, durante o fim de semana do Grande Prêmio da Bélgica, a Alpine anunciou a saída de Permane da equipe, após ele passar mais de 30 anos trabalhando pelas diversas nomenclaturas que o time de Enstone teve desde sua entrada na categoria máxima do automobilismo mundial, em 1989.
Em 29 de janeiro de 2024, foi anunciado que Permane havia sido contratado pela equipe Racing Bulls como seu diretor de corridas, o mesmo cargo que ocupou em sua passagem pela Alpine, que se encerrou em julho passado, em meio a reestruturação interna da esquadra de Enstone.
No dia 9 de julho de 2025, foi anunciada a substituição de Christian Horner por Laurent Mekies nos cargos de diretor-executivo e chefe de equipe da Red Bull Racing e a promoção de Permane como o novo chefe de equipe da Racing Bulls.